# إيفون ليم
إيفون ليم (بالصينية:林湘萍)، هي ممثلة سنغافورية، ولدت في 28 سبتمبر 1976.

## وصلات خارجية
- إيفون ليم على موقع IMDb (الإنجليزية)
- إيفون ليم على موقع قاعدة بيانات الفيلم (الإنجليزية)